# Scaevola fasciculata
Scaevola fasciculata är en tvåhjärtbladig växtart som beskrevs av George Bentham. Scaevola fasciculata ingår i släktet Scaevola och familjen Goodeniaceae. Inga underarter finns listade i Catalogue of Life.